# 경춘선

|-
경춘선(京春線)은 서울특별시 중랑구 중앙선 망우역과 강원특별자치도 춘천시 춘천역을 잇는 한국철도공사의 간선철도 노선이다. 수도권 전철 경춘선과 ITX-청춘 열차가 주로 운행하며, 복선 전철화 이전은 무궁화호 열차가 운행하기도 하였다. 통행방향은 어디서든 좌측통행이다.

## 역사
1936년부터 춘성군, 춘천읍 지역에서 뜻이 있는 지역 유지, 인사들이 모여 경춘선 철도 유치 운동을 추진했다. 1936년 1월 17일 오전 11시 15분부터 경춘철도기성회(京春鐵道期成會)에서 민간 주주를 예약 모집, 춘천군을 5개 구역으로 나눈 뒤 소양통 주변에서 주주 예약모집을 할 때 황정근(黃定根), 이한복, 공요(孔濯) 등이 주주의 한 사람으로 참여하였다.  또한 황정근, 이한복, 공요 등은 전기회사에 모였다가, 춘천군내를 돌며 주주 예약 모집 활동에 동참하였다. 가평군의 유지들 역시 경춘선 유치 운동에 참여, 후원하였다. 경춘선은 민간 자본의 참여로 시작하였다.

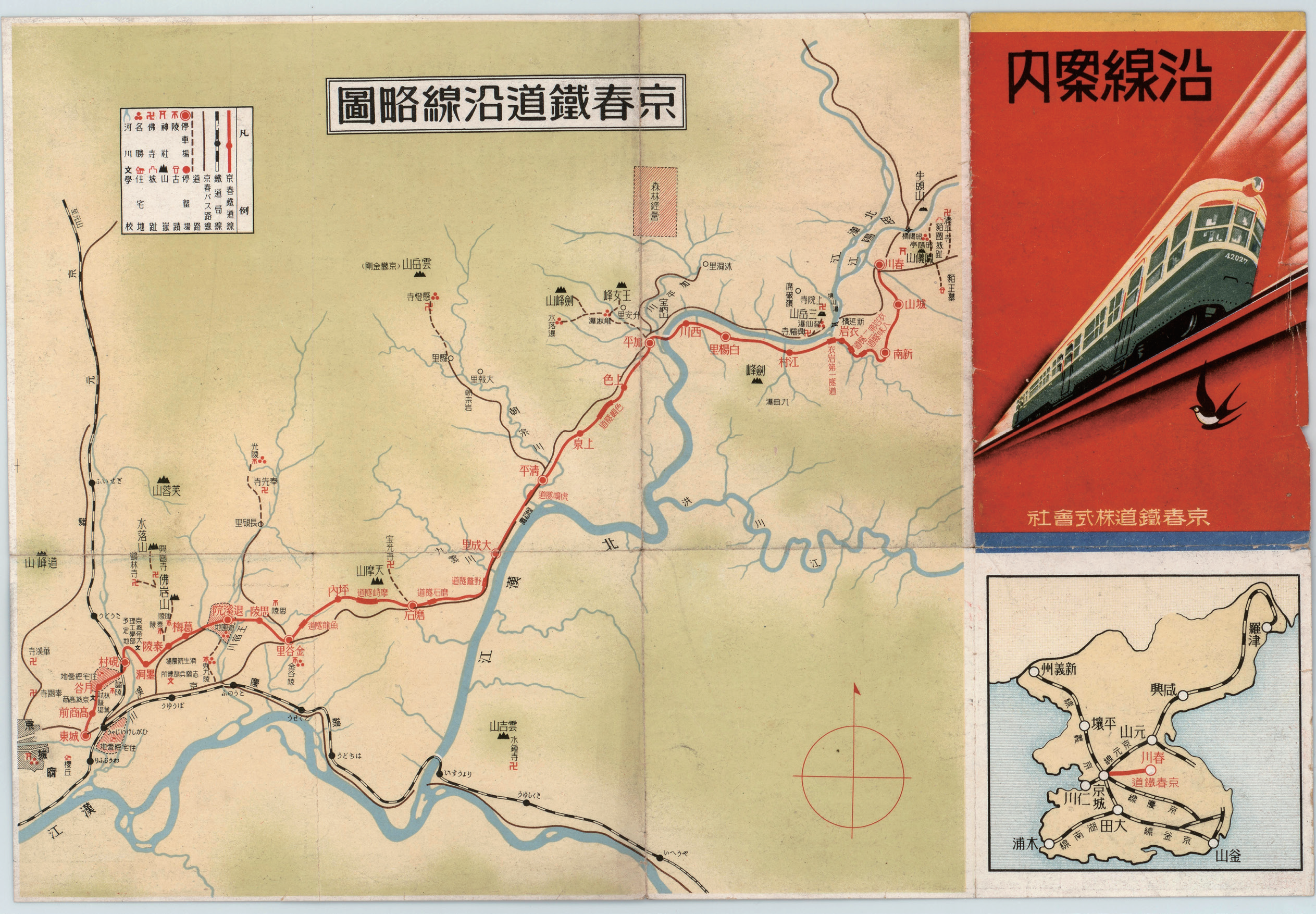
개통 당시 연선안내도

1939년 7월 25일 ‘경춘철도(京春鐵道)’에 의해서 사설철도로 개통되어 당시 성동, 고상전, 월곡, 광운대, 신공덕, 화랑대, 갈매, 퇴계원, 사릉, 금곡, 평내, 마석, 대성리, 청평, 상천, 상색, 가평, 서천역, 백양리, 강촌, 의암, 김유정, 남춘천, 춘천역까지 24개역이 영업을 시작하였다. 1946년 5월 17일 경춘철도주식회사 국유화와 함께 한국철도공사가 운영하게 되었고, 간선철도로 편입되었다.
그러나 서울의 시가지 확장에 따라 성동역∼성북역 구간은 철거되고, 성북역을 기점으로 하는 단선철도가 되었다. 1990년대에 철도사고 및 소음피해등으로 민원이 발생하자 결국 복선전철화하기로 결정했다. 총사업비 2조 7,483억원이 투입된 대규모 국책사업으로 1999년 12월 착공하여 2010년 12월 21일 복선전철 개통과 함께 수도권 전철로 편입되어 현재는 수도권 전철 경춘선, ITX-청춘이 운행되고 있다.

## 연혁

### 일제강점기 시절
- 1937년 7월 20일 : 성동역, 연촌역, 태릉역, 퇴계원역을 거쳐 가평역, 강촌역, 신남역, 춘천역을 연결하는 노선 확정, ‘경춘선(京春線)’이라 명명
- 1939년 7월 25일 : '경춘철도(京春鐵道)'에 의해서 성동 - 춘천 구간이 사설철도로 개통.[3] 당시 개업한 역은 성동역, 고상전정류소, 월곡정류소, 연촌역, 묵동정류소, 태릉정류소, 갈매정류소, 퇴계원역, 사릉정류소, 금곡리역, 평내역, 마석역, 대성리역, 청평역, 상천정류소, 상색정류소, 가평역 , 서천정류소, 백양리역, 강촌정류소, 의암정류소, 신남역, 성산역, 춘천역의 24개역이었다.
- 1940년 4월 1일 : 성산역을 남춘천역으로 역명 변경
- 1944년 3월 31일 : 묵동정류소를 신공덕역으로 역명 변경

### 해방이후 단선비전철 시절
- 1946년 5월 17일 : 경춘철도주식회사 국유화로 국가에 편입[4]
- 1955년 7월 1일 : 서천정류소를 경강역으로 역명 변경
- 1957년 : 고상전역 폐역
- 1958년 1월 1일 : 태릉역을 화랑대역으로 역명 변경
- 1961년 6월 20일 : 상색역 폐역
- 1963년 3월 5일 : 연촌역을 성북역으로 역명 변경
- 1966년 6월 1일 : 상색역 재개업[5]
- 1966년 7월 23일 : 청평호반역 개업[6]
- 1969년 8월 17일 : 청평호반역 폐역[7]
- 1970년 1월 1일 : 월곡역 폐역
- 1970년 10월 1일 : 답내역 개업[8]
- 1971년 10월 5일 : 성동 - 성북 구간 폐지[9]
- 1974년 8월 8일 : 상색역 재폐역
- 1974년 8월 15일 : 갈매역 폐역
- 1974년 12월 5일 : 답내역, 의암역 폐역
- 1993년 7월 1일 : 금곡리역을 금곡역으로 역명 변경
- 1997년 6월 1일 : 평내역 배치간이역으로 격하[10]
- 1999년 12월 : ● 수도권 전철 경춘선 착공[11]
- 2004년 3월 31일 : 경춘선 통일호 마지막 운행폐지
- 2004년 12월 1일 : 신남역을 김유정역으로 역명 변경
- 2004년 12월 10일 : 평내역, 백양리역 2개역을 무배치간이역으로 격하[12]
- 2005년 10월 1일 : ● 수도권 전철 경춘선 공사 관계로 춘천역 영업 중지, 열차 운행은 남춘천역까지로 단축
- 2006년 8월 31일 : 평내호평 - 마석 구간 신선 이설, 평내역을 평내호평역으로 역명 변경
- 2009년 1월 20일 : 마석 - 대성리 구간 신선 이설
- 2009년 9월 1일 : 대성리 - 청평 - 상천 구간 신선으로 이설
- 2009년 9월 25일 : 퇴계원 주변구간 신선 이설
- 2010년 7월 22일 : 퇴계원 - 사릉 구간 신선 이설
- 2010년 8월 6일 : 사릉 - 평내호평 구간 신선 이설
- 2010년 10월 21일 : 퇴계원 - 상천 복선화 구간 개통[13]
- 2010년 11월 18일 : 상봉역 - 춘천역 구간 경춘선 전동차의 시운전 운행개시[14]
- 2010년 12월 20일 : 경춘선 무궁화호 마지막 운행폐지[15]

### 광역전철 시대
- 2010년 12월 21일 :● 수도권 전철 경춘선 개통으로 성북 - 화랑대 구간 폐지 및 망우역 - 춘천역 구간 복선 전철 준공[16], 춘천역 영업 재개.
- 2012년 2월 28일 : ITX-청춘 운행 개시 및 마석행 3대 운행 개시
- 2012년 11월 1일 : ITX-청춘 옥수역, 왕십리역 정차
- 2012년 12월 15일 : 별내역 개업
- 2013년 11월 4일 : ● 수도권 전철 경춘선 하루 왕복 2회 광운대 연장
- 2013년 11월 30일 : 천마산역 개업
- 2013년 12월 28일 : 신내역 개업
- 2016년 9월 26일 :● 수도권 전철 경춘선 일부 청량리연장
- 2019년 4월 17일 : 철도 노선번호 변경에 따라 310으로 변경[17]

## 운행
- ● 수도권 전철 경춘선 전동차가 상봉에서 출발하여 15~30분 간격으로 운행된다.
- ITX-청춘 열차는 용산역을 기점으로 하여 청량리역을 기준으로 30분~1시간 간격으로 운행된다.
- 복선 전철화 이전에 운행된 무궁화호는 경원선 청량리역에서 출발하였다. 모든 열차가 정차하는 역은 청량리, 광운대, 청평, 가평, 강촌, 남춘천역 등이었으며, 나머지 역은 열차마다 정차 여부가 달랐다.
- 전동차 종착역을 상봉에서 청량리역으로 변경하자는 주장이 오래전부터 제기 됐지만 청량리-망우 간 선로 용량 부족으로 인해 포화 상태가 우려되어 이루어지지 않고 있다.

## 차량
| - 361000호대 전동차(● 수도권 전철 경춘선) - 368000호대 전동차 (ITX-청춘) |

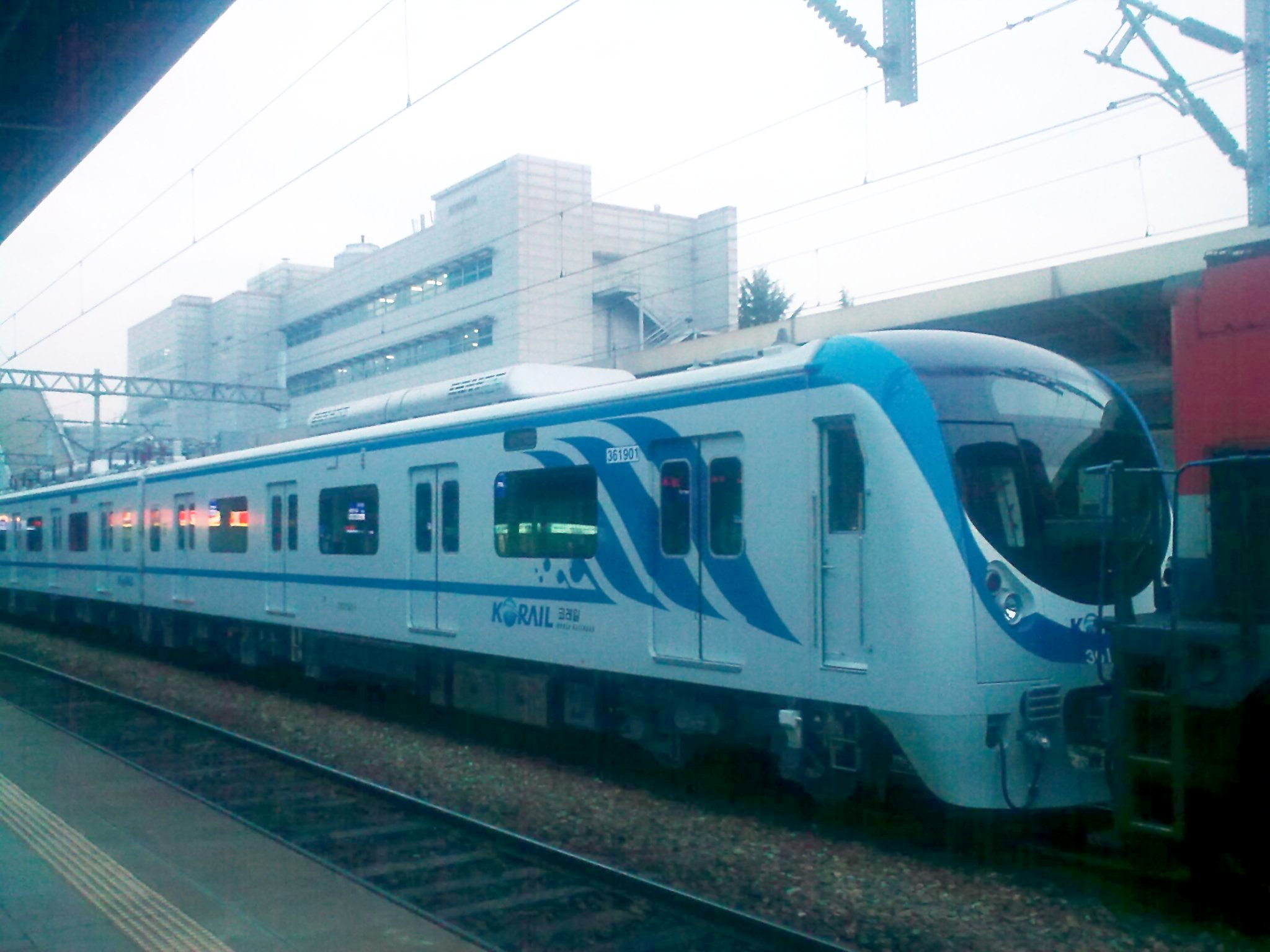
회송 중인 361000호대 전동차

## 역 목록

### 현재 노선
- 청 : ITX-청춘
- ● : 전 열차 정차, ▲: 일부 열차 정차, ｜: 모든 열차 통과

| 역 번호 | 역명     | 로마자 역명       | 한자 역명 | 청 | 접속 노선                               | 역간 거리 | 영업 거리 | 소재지         | 소재지   |
| ------- | -------- | ----------------- | --------- | -- | --------------------------------------- | --------- | --------- | -------------- | -------- |
| K121    | 망우     | Mangu             | 忘憂      | ｜ | ● 수도권 전철 경의·중앙선 중앙선 망우선 | 0.0       | 0.0       | 서울특별시     | 중랑구   |
| P122    | 신내     | Sinnae            | 新內      | ｜ | ● 서울 지하철 6호선                     | 2.1       | 2.1       | 서울특별시     | 중랑구   |
| P123    | 갈매     | Galmae            | 葛梅      | ｜ |                                         | 2.6       | 4.7       | 경기도         | 구리시   |
| P124    | 별내     | Byeollae          | 別內      | ｜ | ● 수도권 전철 8호선                     | 1.4       | 6.1       | 경기도         | 남양주시 |
| P125    | 퇴계원   | Toegyewon         | 退溪院    | ▲  |                                         | 1.6       | 7.7       | 경기도         | 남양주시 |
| P126    | 사릉     | Sareung           | 思陵      | ▲  |                                         | 3.3       | 11.0      | 경기도         | 남양주시 |
| P127    | 금곡     | Geumgok           | 金谷      | ｜ |                                         | 3.6       | 14.6      | 경기도         | 남양주시 |
| P128    | 평내호평 | PyeongnaeHopyeong | 坪內好坪  | ▲  |                                         | 4.0       | 18.6      | 경기도         | 남양주시 |
| P129    | 천마산   | Cheonmasan        | 天摩山    | ｜ |                                         | 4.2       | 22.8      | 경기도         | 남양주시 |
| P130    | 마석     | Maseok            | 磨石      | ▲  |                                         | 2.2       | 25.0      | 경기도         | 남양주시 |
| P131    | 대성리   | Daeseong-ri       | 大成里    | ｜ |                                         | 7.4       | 32.4      | 경기도         | 가평군   |
| P132    | 청평     | Cheongpyeong      | 淸平      | ▲  |                                         | 7.5       | 39.9      | 경기도         | 가평군   |
| P133    | 상천     | Sangcheon         | 上泉      | ｜ |                                         | 4.8       | 44.7      | 경기도         | 가평군   |
| P134    | 가평     | Gapyeong          | 加平      | ●  |                                         | 7.1       | 51.8      | 경기도         | 가평군   |
| P135    | 굴봉산   | Gulbongsan        | 屈峰山    | ｜ |                                         | 4.7       | 56.5      | 강원특별자치도 | 춘천시   |
| P136    | 백양리   | Baegyang-ri       | 白楊里    | ▲  |                                         | 2.9       | 59.4      | 강원특별자치도 | 춘천시   |
| P137    | 강촌     | Gangchon          | 江村      | ▲  |                                         | 5.3       | 64.7      | 강원특별자치도 | 춘천시   |
| P138    | 김유정   | Gimyujeong        | 金裕貞    | ｜ |                                         | 7.4       | 72.1      | 강원특별자치도 | 춘천시   |
| P139    | 남춘천   | Namchuncheon      | 南春川    | ●  |                                         | 5.9       | 78.0      | 강원특별자치도 | 춘천시   |
| P140    | 춘천     | Chuncheon         | 春川      | ●  |                                         | 2.7       | 80.7      | 강원특별자치도 | 춘천시   |

### 고속화 (180km/h) 운행구간
| 구간        | 구간거리     | 상봉기점  | 비고               |
| ----------- | ------------ | --------- | ------------------ |
| 마석~대성리 |              |           | 마석역 통과 열차만 |
| 대성리~청평 | 34.1~40.0 km | 38.503 km | 청평역 통과 열차만 |
| 상천~가평   | 46.0~51.1 km |           | 가평역 통과 열차만 |
| 가평~굴봉산 | 54.3~56.6 km | 55.537 km | 가평역 통과 열차만 |
| 강촌~김유정 | 65.7~72.0 km | 67.600 km | 강촌역 통과 열차만 |

- 해당 구간 이외 구간은 150 km/h 최고속도 지정

## 교량 및 터널 목록
| - 월계철교 - 용암천철교 - 어룡터널 - 마치터널 - 마석터널 - 야연터널 - 구운천교 - 원대교 - 대명터널(복선전철 공사에 의하여 설치) - 호명터널 - 삼진터널(복선전철 공사에 의하여 설치) - 상천교 - 색현터널 - 가평육교 - 가평철교 - 북한강철교 - 강촌피암터널(구 강촌역) - 강촌교 - 피암1터널 - 피암2터널 - 삼악터널 - 피암3터널 - 의암1터널 - 팔미1천교 - 의암2터널 - 팔미2천교 - 팔미터널 - 소선천교 - 팔미3천교 - 팔미4천교 - 공지천교 | - 구능1터널 - 신내1고가교 - 구능2터널 - 도촌고가교 - 갈매고가교 - 퇴계원고가 제1교 - 퇴계원고가 제2교 - 퇴계원고가 제3교 - 진관교 - 사능교 - 배양고가교 - 금곡 제1교 - 금곡 제2교 - 어룡터널 - 호평고가교 - 마치터널 - 묵현 제1고가교 - 묵현 제2고가교 - 마석고가교 - 마석터널 - 답내고가교 - 답내터널 - 구암고가교 - 구운터널 - 구운천교 - 대성리고가교 - 원대교 - 대성1터널 - 대성2터널 - 대성3터널 - 조종천1교 - 청평터널 - 조종천2교 - 조종천3교 - 유답터널 - 상천1교 - 상천5교 - 상천1터널 - 상천2터널 - 달전터널 - 안산터널 - 가평교 - 서천터널 - 경강터널 - 백양교 - 백양2터널 - 강촌2교 - 백양3터널 - 강촌3교 - 강촌4교 - 강촌1터널 - 신동교 - 강촌2터널 - 한골천고가교 - 강촌3터널 - 삼포천고가교 - 정족고가교 - 남춘천고가교 - 춘천고가교 - 중앙고가교 |

## 터널 목록
| 터널 이름  | 소재지 | 길이   | 준공년도 | 비고      |
| 구능1터널  |        | 548m   | 2010년   |           |
| 구능2터널  |        | 370m   | 2010년   |           |
| 어룡터널   |        | 600m   | 2010년   |           |
| 마치터널   |        | 3,133m | 2006년   |           |
| 마석터널   |        | 1,129m | 2009년   |           |
| 답내터널   |        | 2,627m | 2009년   |           |
| 구운터널   |        | 357m   | 2009년   |           |
| 대성1터널  |        | 1,423m | 2009년   |           |
| 대성2터널  |        | 1,270m | 2009년   |           |
| 대성3터널  |        | 502m   | 2009년   |           |
| 청평터널   |        | 223m   | 2009년   |           |
| 유답촌터널 |        | 2,415m | 2009년   |           |
| 상천1터널  |        | 3,415m | 2010년   | 노선 최장 |
| 상천2터널  |        | 452m   | 2010년   |           |
| 달전터널   |        | 390m   | 2010년   |           |
| 안산터널   |        | 510m   | 2010년   |           |
| 서천터널   |        | 2,573m | 2010년   |           |
| 백양1터널  |        | 1,238m | 2010년   |           |
| 백양2터널  |        | 570m   | 2010년   |           |
| 백양3터널  |        | 3,054m | 2010년   |           |
| 강촌1터널  |        | 3,117m | 2010년   |           |
| 강촌2터널  |        | 1,600m | 2010년   |           |
| 강촌3터널  |        | 545m   | 2010년   |           |
| ---------- | ------ | ------ | -------- | --------- |

## 지선 노선
경춘선에는 총 1개의 지선 철도가 있다.
| 번호  | 노선 명칭  | 기점       | 종점           | 연장(km) | 비고 |
| ----- | ---------- | ---------- | -------------- | -------- | ---- |
| 31001 | 평내기지선 | 평내호평역 | 평내차량사업소 | 2.5      |      |

### 평내기지선
평내기지선은 평내호평역역 평내차량사업소를 잇는 철도 노선이다. 수도권 전철 경춘선의 평내차량사업소 입출고 열차가 이용한다. 국토교통부의 한국철도영업거리표 상 노선 번호는 31001이다.
| 역명           | 접속 노선 | 역간 거리 | 영업 거리 | 소재지 | 소재지   |
| -------------- | --------- | --------- | --------- | ------ | -------- |
| 평내호평       | 경춘선    | 0.0       | 0.0       | 경기도 | 남양주시 |
| 평내차량사업소 |           | 2.5       | 2.5       | 경기도 | 남양주시 |

## 경춘선의 교통량

### 열차 통과량
2023년도 철도통계연보에 따르면, 경춘선을 경유하는 정기열차의 운행 빈도는 다음과 같다.(단위 : 회/일, 작성기준 : 편도, 주중)
| 운행구간        | 선로용량 | 고속열차 | ITX청춘 | 전동차 | 일반화물 | 운행총계 |
| --------------- | -------- | -------- | ------- | ------ | -------- | -------- |
| 망우 - 평내호평 | 204      | 0        | 18      | 57     | 0        | 75       |
| 평내호평 - 춘천 | 224      | 0        | 18      | 56     | 0        | 74       |

### 이용객 변동
다음 자료는 2000년부터 2015년까지 한국철도공사 한국철도통계 내용을 모은 것이다.
| 구분       | 이용 인원수 (명) | 이용 인원수 (명) | 이용 인원수 (명) | 이용 인원수 (명) | 이용 인원수 (명)             | 이용 인원수 (명)             | 이용 인원수 (명)             | 이용 인원수 (명)             | 이용 인원수 (명)             | 이용 인원수 (명)             | 이용 인원수 (명)             | 이용 인원수 (명)             | 이용 인원수 (명)             | 이용 인원수 (명)             | 이용 인원수 (명)             | 이용 인원수 (명)             | 각주   |
| 구분       | 2000년           | 2001년           | 2002년           | 2003년           | 2004년                       | 2005년                       | 2006년                       | 2007년                       | 2008년                       | 2009년                       | 2010년                       | 2011년                       | 2012년                       | 2013년                       | 2014년                       | 2015년                       | 각주   |
| ---------- | ---------------- | ---------------- | ---------------- | ---------------- | ---------------------------- | ---------------------------- | ---------------------------- | ---------------------------- | ---------------------------- | ---------------------------- | ---------------------------- | ---------------------------- | ---------------------------- | ---------------------------- | ---------------------------- | ---------------------------- | ------ |
| 비둘기     | 0                | 0                | 0                | 0                | 0                            | 0                            | 0                            | 0                            | 0                            | 0                            | 0                            | 0                            | 0                            | 0                            | 0                            | 0                            | [ 19 ] |
| 통일(통근) | 2,391,904        | 2,193,814        | 2,217,496        | 2,244,886        | 545,720                      | 0                            | 0                            | 0                            | 0                            | 0                            | 0                            | 0                            | 0                            | 0                            | 0                            | 0                            | [ 19 ] |
| 무궁화     | 942,381          | 1,379,955        | 1,271,008        | 1,275,916        | 2,967,186                    | 3,468,727                    | 3,091,584                    | 3,074,428                    | 3,202,084                    | 2,887,912                    | 2,777,375                    | 31,510                       | 21,665                       | 16,327                       | 11,293                       | 16,636                       | [ 19 ] |
| 새마을     | 0                | 0                | 0                | 378              | 0                            | 621                          | 1,262                        | 3,146                        | 1                            | 2,380                        | 1,187                        | 2,100                        | 704                          | 304                          | 881                          | 4,470                        | [ 19 ] |
| 건설       | 37,123           | 34,460           | 35,394           | 39,841           | 각 종별 열차 이용객에 포함됨 | 각 종별 열차 이용객에 포함됨 | 각 종별 열차 이용객에 포함됨 | 각 종별 열차 이용객에 포함됨 | 각 종별 열차 이용객에 포함됨 | 각 종별 열차 이용객에 포함됨 | 각 종별 열차 이용객에 포함됨 | 각 종별 열차 이용객에 포함됨 | 각 종별 열차 이용객에 포함됨 | 각 종별 열차 이용객에 포함됨 | 각 종별 열차 이용객에 포함됨 | 각 종별 열차 이용객에 포함됨 | [ 19 ] |
| 정기권     | 92,310           | 150,641          | 149,156          | 170,917          | 각 종별 열차 이용객에 포함됨 | 각 종별 열차 이용객에 포함됨 | 각 종별 열차 이용객에 포함됨 | 각 종별 열차 이용객에 포함됨 | 각 종별 열차 이용객에 포함됨 | 각 종별 열차 이용객에 포함됨 | 각 종별 열차 이용객에 포함됨 | 각 종별 열차 이용객에 포함됨 | 각 종별 열차 이용객에 포함됨 | 각 종별 열차 이용객에 포함됨 | 각 종별 열차 이용객에 포함됨 | 각 종별 열차 이용객에 포함됨 | [ 19 ] |
| 합계       | 3,463,718        | 3,758,870        | 3,673,054        | 3,731,938        | 3,512,906                    | 3,469,348                    | 3,092,846                    | 3,077,574                    | 3,202,085                    | 2,890,292                    | 2,778,562                    | 33,610                       | 22,369                       | 16,631                       | 12,174                       | 21,106                       | [ 19 ] |

## 미래
춘천역에서 동해북부선 속초역까지 연장하는 방안이 추진되고 있으며, 이 사업은 국토교통부 제3차 국가철도망 구축계획에 반영되었고, 2016년 7월 8일 사업이 확정되어 재정 사업으로 추진된다.

## 대중문화
- 가수 김현철이 부른 〈춘천 가는 기차〉에서 경춘선 열차가 낭만적으로 묘사되고 있다.

## 같이 보기
- ● 수도권 전철 경춘선